# Ottone Calderari

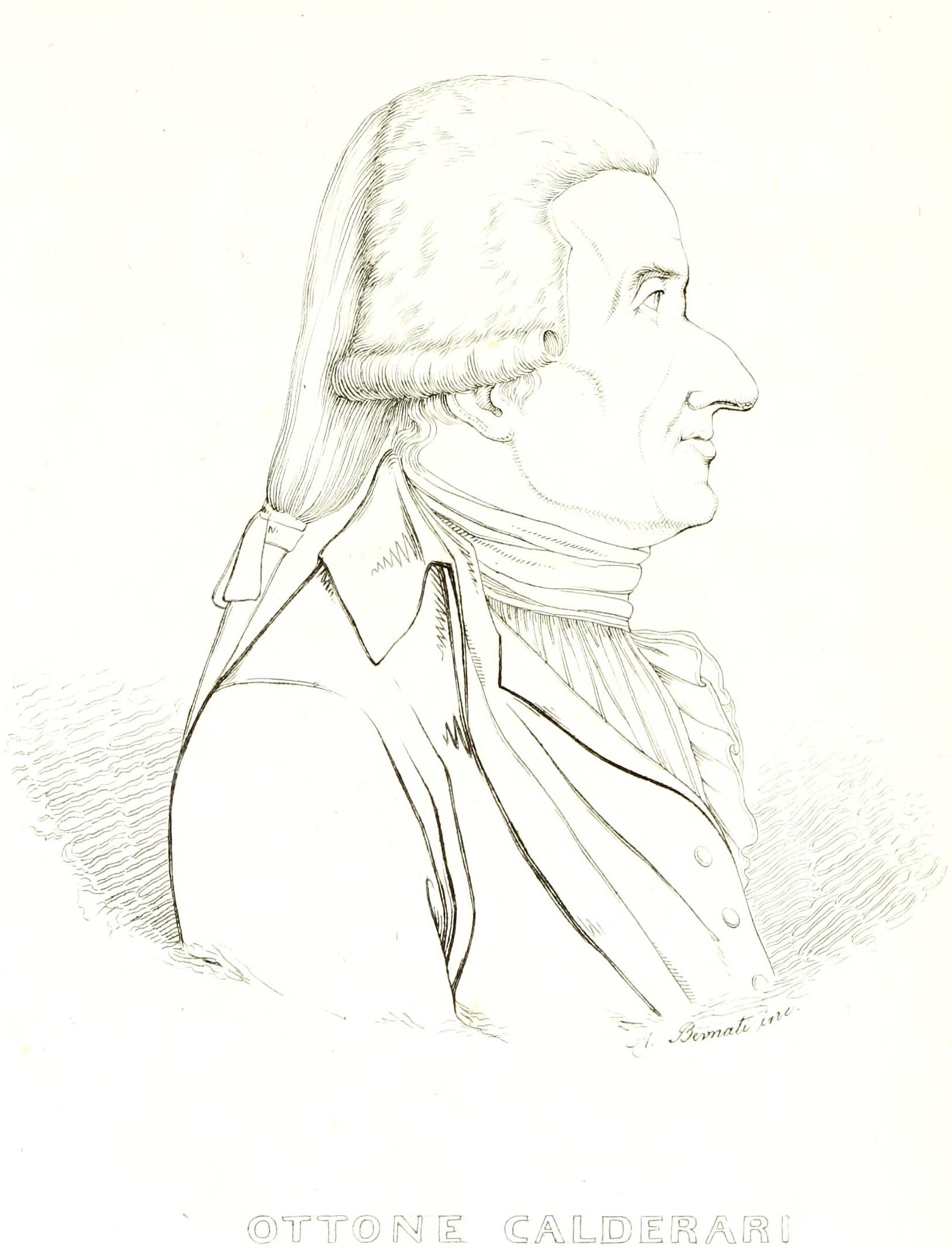
Ottone Calderari

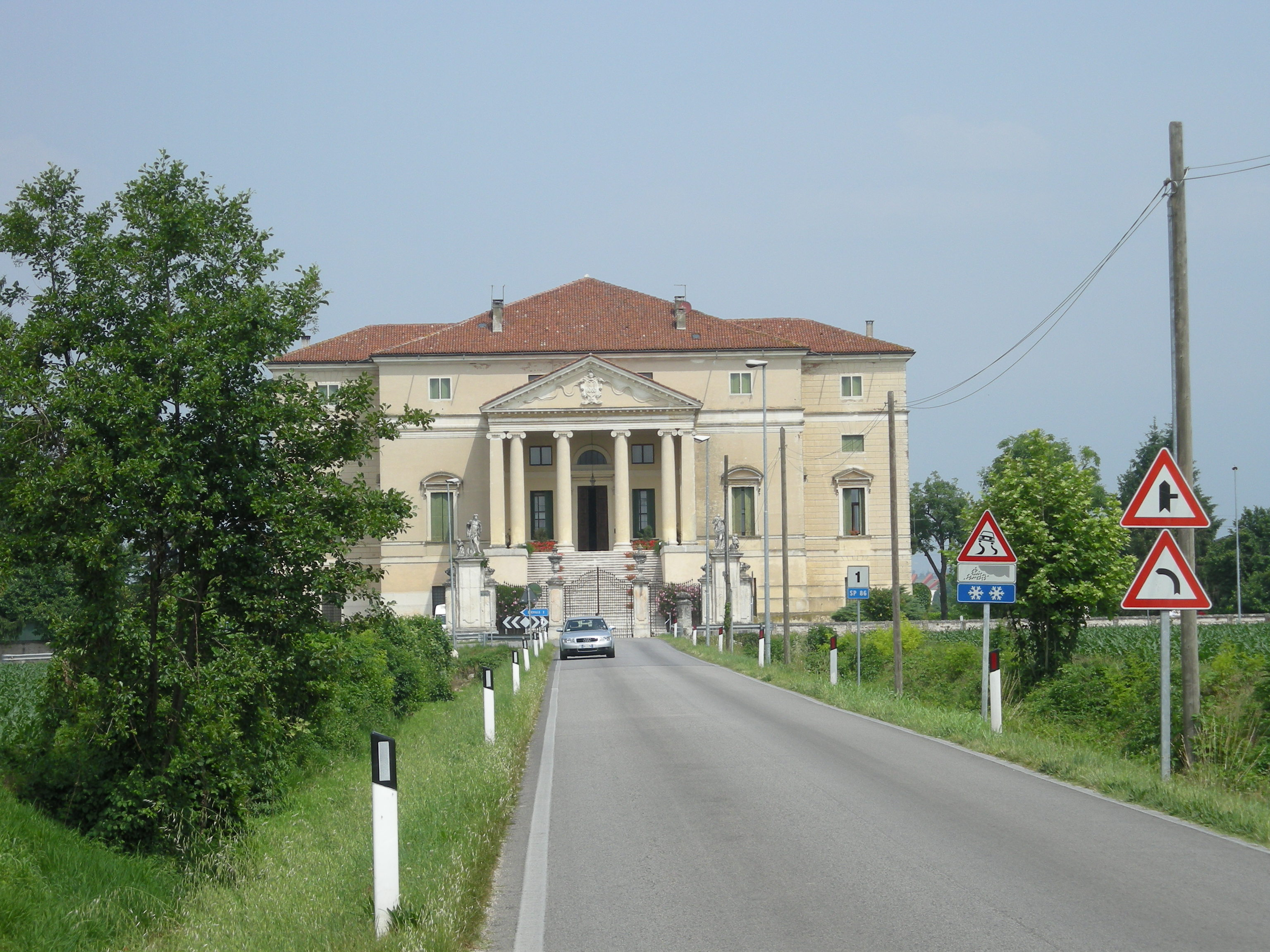
Villa da Porto Casarotto in località Pilastroni, Dueville (Vicenza)

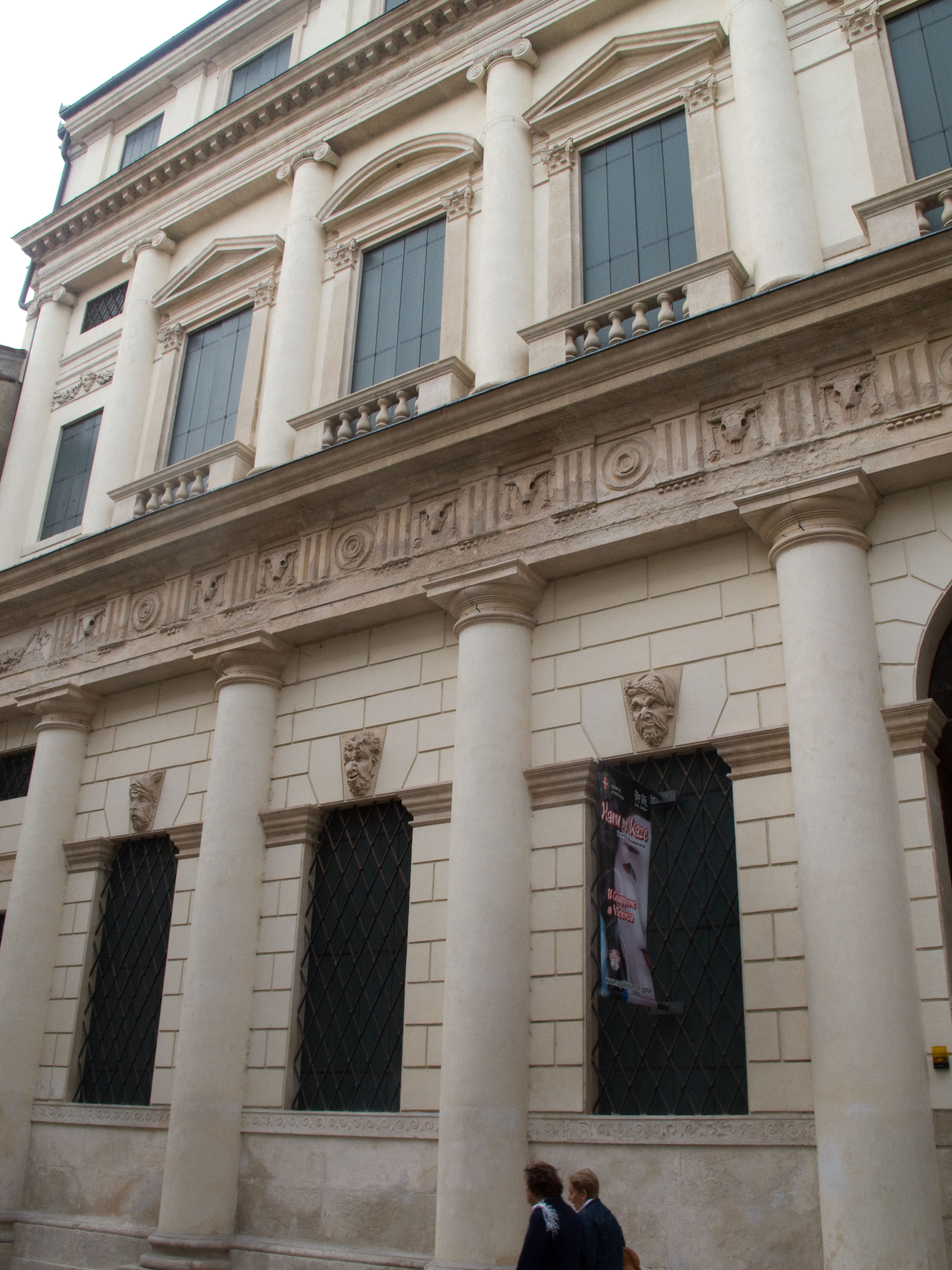
Palazzo Cordellina, Vicenza

Ottone Maria Calderari (Vicenza, 13 settembre 1730 – Vicenza, 26 ottobre 1803) è stato un architetto italiano della Repubblica di Venezia, operante nel vicentino dove fu uno dei principali esponenti del palladianesimo.

## Biografia
Appartenente a una nobile anche se non ricca e numerosa famiglia vicentina (aveva almeno altri sette fratelli), a 16 anni Ottone frequentò la scuola di architettura istituita da Domenico Cerato. Non si sposò per dedicare tutta la vita a questa sua passione e all'ambizione di fare carriera. Nel corso degli anni fece parte di numerose accademie in varie città d'Italia, compresa l'Accademia Olimpica di Vicenza, sino a diventare membro dell'Istituto di Francia nel 1802, un anno prima della morte.
Nel 1756 predispose un progetto per la facciata della chiesa di San Girolamo degli Scalzi in città, ma gli venne preferito un altro progettista, il bresciano Carlo Corbellini; i suoi disegni comunque vennero recuperati molto più tardi, quando nel 1822-1824 sotto la direzione di Antonio Piovene fu applicata la facciata alla chiesa di San Filippo Neri in corso Palladio, già costruita da Giorgio Massari.
Tutta la sua attività fu ispirata dalle opere del Palladio che egli cercò di imitare pedissequamente, senza contestualizzare i progetti nella nuova situazione urbana che ormai non era più quella del Cinquecento. La sua era una difesa della purezza, dell'eleganza e del gusto palladiani che erano stati attaccati prima dallo stile severo, poi dalle influenze barocche del Sei-Settecento.
I suoi progetti puntavano soprattutto sulla grandiosità degli esempi palladiani, che per questa stessa caratteristica risultarono in parte irrealizzabili, oltretutto inseriti in un clima di eroico splendore del Cinquecento che era stato fortemente smorzato dal criticismo illuminista. Ne è un esempio il palazzo Cordellina, commissionato dal giureconsulto Carlo Cordellina e realizzato in contrà Riale, soltanto per un quinto del progetto originario - che ne prevedeva una enorme estensione comprensiva di due isolati - ma con costi insostenibili sul piano pratico.
Calderari operò prevalentemente nel vicentino, applicando lo stile architettonico palladiano a restauri e rifacimenti, come per Villa Trissino e Villa Porto a Vivaro, o in nuove costruzioni, come Palazzo Loschi.
Lavorò anche a Verona, Padova, Marostica.

## Opere
- Disegno per la facciata della Chiesa di San Marco in San Girolamo (all'epoca di San Girolamo degli Scalzi), Vicenza (1756; non realizzato; adattato nel 1824 da Antonio Piovene per la chiesa di San Filippo Neri)
- Ala sud-ovest di Palazzo Trissino al Corso, Vicenza (1768)
- Ala settentrionale di palazzo Civena (1772, non realizzata)
- Palazzo Bonin, angolo contrà del Quartiere e Porta Nova, Vicenza (1773)
- Palazzo Loschi Zileri dal Verme, Vicenza (1780-82 realizzato solo il settore prospiciente su corso Palladio)
- Palazzo Cordellina, in contrà Riale, Vicenza
- Villa da Porto Casarotto in località Pilastroni, Dueville, Vicenza (incompiuta)
- Chiesa di Santa Maria Maddalena, Longare, Vicenza
- Palazzetto Capra Lampertico, Vicenza
- Loggia belvedere di Villa San Carlo, Costabissara, Vicenza (attribuito)
- Chiesa alta di Santorso, sul Monte Summano, Vicenza (costruita postuma 1849-1852)

Rifacimenti e restauri
- Ampliamento di palazzo Salvi, angolo contrà Santa Corona e corso Palladio, Vicenza (1782, non realizzato)
- Villa Trissino, Vicenza (ammodernamento, 1798-1804)
- Palazzo Brusarosco, Vicenza (ampliamento, attribuito)
- Duomo di Thiene, Thiene, Vicenza